# GIMP
GIMP (ang. GNU Image Manipulation Program) – bezpłatny, otwartoźródłowy program do edycji grafiki rastrowej. Pozwala na operacje takie jak m.in. retusz, skalowanie, rysowanie, dodawanie tekstu, umożliwiając pracę na warstwach i kanałach, dostosowywanie interfejsu czy tworzenie skryptów automatyzujących niektóre czynności.
Program udostępniany jest na licencji GPL w wersji 3. GIMP wchodzi w skład projektu GNU. Dostępny jest na systemy POSIX (m.in. macOS i Linux) oraz Windows (także w Sklepie Microsoft). Jego funkcjonalność może zostać rozszerzona z użyciem dodatków, takich jak oficjalny GAP (GIMP Animation Package) ułatwiający tworzenie animacji.

## Funkcjonalność

Animacja (okno w systemie Windows XP) przedstawia przełączanie się między poszczególnymi narzędziami w GIMP-ie, ukazując ich poszczególne opcje możliwe do wykorzystania w tworzonej grafice.

### Podstawowe funkcje
GIMP umożliwia operacje takie jak:
- rysowanie
  - liczne pędzle i ołówki
  - narzędzie klonowania
  - zaawansowany edytor gradientów
  - obsługa niestandardowych pędzli
- zaawansowana obróbka zdjęć
  - obsługa przezroczystości
  - możliwość pracy na warstwach i kanałach
  - cofanie i powtarzanie czynności
  - obracanie, przerzucanie, skalowanie i zmiana perspektywy
  - edytowanie tekstu
  - zaznaczanie prostokątne, eliptyczne lub niestandardowe
  - obsługa ścieżek
- operacje na plikach
  - eksport plików graficznych w wielu formatach
  - import grafiki wektorowej
  - zapis w autorskim formacie (.xcf)

Maksymalny rozmiar pliku jest teoretycznie nielimitowany i ograniczony wyłącznie przestrzenią dyskową. Uruchomiona może być nieskończona liczba zdjęć w tym programie jednocześnie. Obsługiwane są motywy GTK pozwalające na zmianę wyglądu interfejsu i ikon.

### Dodatki
Możliwości programu mogą zostać rozszerzone przez dodatki, które można znaleźć między innymi na podstronie projektu. Często uzupełniają one program o oczekiwane przez wielu funkcje, takie jak obsługa przestrzeni barw CMYK (wtyczka Separate+) czy zaawansowana wsadowa edycja zdjęć (m.in. BIMP). Popularnymi dodatkami są również UFRaw (pozwalający na edycję obrazów RAW), G'MIC (dodający liczne filtry i efekty) i GAP (ułatwiający tworzenie animacji). GIMP pozwala na proste tworzenie własnych skryptów w językach Scheme (oparty na Lispie), Perl, Python i Ruby.

## Maskotka projektu
Maskotką projektu jest kojot Wilber. Został on utworzony przez Tuomasa Kuosmanena w 1997 roku. Jego odzwierciedlenie pojawiło się między innymi w grach SuperTuxKart i Warmux. Dostępny jest „zestaw konstrukcyjny” pozwalający na utworzenie własnej wersji Wilbera, np. ubranie go.
W logo programu umieszczono Wilbera trzymającego w ustach pędzel.

## GIMP a Photoshop
GIMP często nazywany jest darmowym odpowiednikiem komercyjnego Photoshopa. Nie jest to założeniem projektu, który ma na celu utworzenie zaawansowanego edytora grafiki, niekoniecznie zastępującego produkt firmy Adobe. Liczne podobieństwa do Photoshopa spowodowane są staraniami o utworzenie wygodnego interfejsu. Powstają jednak liczne motywy, dodatki czy profile skrótów klawiszowych upodabniających GIMP-a do Photoshopa.

## Historia

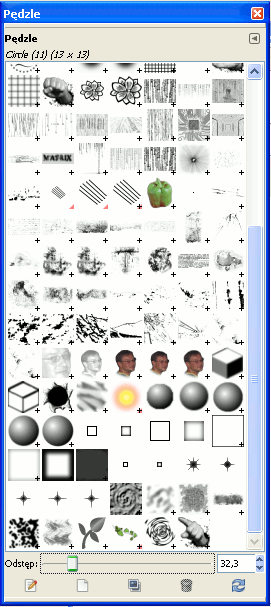
Pędzle w GIMP-ie w systemie Windows XP. Grafika przedstawia między innymi niestandardowe pędzle stworzone w programie GIMP i dodane do programu oraz pędzle Photoshopa, które GIMP również obsługuje.

### Początki
Pod koniec lipca 1995 roku Peter Mattis zapytał na kilku grupach dyskusyjnych związanych z aplikacjami linuksowymi i X Window System, jakie funkcje chętnie zobaczyliby w programie do obróbki grafiki członkowie tych grup. Zasugerował, że tworzy tego typu program. 21 listopada tego roku Mattis ogłosił wydanie pierwszej publicznej bety programu The GIMP (który wkrótce został przemianowany na GIMP). Napisany został wspólnie ze Spencerem Kimballem. Wymagał on biblioteki Motif. Posiadał wtedy funkcje będące podstawą dla następnych wersji programu. Następna główna wersja programu nosiła numer 0.54 i zawierała liczne poprawki błędów i nowe funkcje. W tym czasie ujawniono plany na przyszłość projektu, takie jak odejście od biblioteki Motif.
Wraz z wydaniem rozwojowym 0.60, rozpoczęto korzystanie z autorskiej biblioteki GTK (GIMP Tool Kit) i GDK (GIMP Drawing Kit), później przemianowanych na GTK+. W tym czasie zmieniono też znaczenie nazwy projektu. W międzyczasie utworzono listę mailingową dla programistów GIMP-a. Użytkownicy zaczęli tworzyć poradniki przedstawiające funkcje tego programu. Powstał oficjalny rejestr wtyczek.

### Wydanie 1.0
W roku 1998, z pomocą społeczności korzystającej z utworzonego w 1997 roku kanału IRC #gimp, została wydana wersja 1.0 GIMP-a. Zawierała ona funkcje dodane podczas rozwoju wersji rozwojowej 0.99. Dla ułatwienia wspólnej pracy nad kodem źródłowym programu, rozpoczęto korzystanie z systemu kontroli wersji CVS. W 2000 roku została wydana wersja 1.2, w której usprawniono interfejs użytkownika.

### Wydania 2.x

Animacja pokazująca przełączanie się między oknami w systemie Windows XP: Warstwy, Kanały, Historia, Ścieżki, Wskaźnik, Kolor, Histogram, Nawigacja, Gradienty i Palety.
GIMP pozwala na dodanie większej ilości okien narzędziowych, niż to jest widoczne na tej animacji.

W 2004 roku został wydany GIMP w wersji 2.0. Interfejs został przeportowany na 2 wersję GTK+, dodano wiele narzędzi, pracę na kartach i dokowanie paneli, wsparcie kolorów CMYK, usprawniono edycję tekstu. Wersja 2.2 dodała wsparcie wtyczek, edycję skrótów klawiaturowych, usprawniono również funkcję drag&drop oraz kopiowanie i wklejanie do zewnętrznych aplikacji. W wersji 2.4 dodano możliwość zarządzania paletami kolorów, zmianę rozmiaru pędzli, nowy zestaw ikon i zwiększono liczbę obsługiwanych formatów plików. Wersja 2.6 zaczęła używać biblioteki GEGL. Zaczęto pracę nad usprawnieniem interfejsu. W roku 2009 kod źródłowy GIMP-a został przeniesiony na system kontroli wersji Git.
Wersja stabilna 2.8 dodała tryb pracy w jednym oknie, możliwość grupowania warstw i wiele innych funkcji.

### Wydanie 3.0
16 marca 2025 wydana została wersja 3.0 GIMP-a, w której został on przeportowany do GTK 3.

### Dokumentacja
13 kwietnia 1997 roku powstała nieistniejąca już strona GIMP News zawierająca informacje dotyczące rozwoju projektu. Utworzono również działający do dziś, oficjalny rejestr wtyczek oraz listę błędów występujących w aktualnej wersji programu.
Do każdej stabilnej wersji programu dołączany system pomocy przedstawiający funkcje programu, dostępny przy użyciu przycisku F1. Ze strony projektu można bezpłatnie pobrać dostępny w 17 językach podręcznik użytkownika. Na dzień 12 stycznia 2024 r. ostatnie polskie tłumaczenie dla wersji 2.4.

## Rozwój i przyszłość projektu

### Cykl rozwojowy programu
Główne wydania programu oznaczane są pierwszą liczbą w nazwie wersji. Następna liczba oznacza numer mniejszego wydania. Nieparzysta oznacza wersję rozwojową, a parzysta stabilną. Poza tym, niektóre funkcje będące we wczesnej fazie posiadają własne gałęzie, na których są one rozwijane. Projekt korzysta z systemu zarządzania wersjami Git, który zastąpił wcześniej używany CVS.
Na przełomie 2016–2017 dwóch programistów pracujących nad rozwojem GIMP-a rozpoczęło zbiórkę pieniędzy przeznaczonych na rozwój projektu z użyciem platformy Patreon. Jeden z nich zajmuje się głównie biblioteką GEGL, drugi odpowiedzialny jest za rozwój tworzenia animacji w tym programie.

### GIMP 2.10
W zapowiedzianej na rok 2017 wersji 2.10 pojawiła się między innymi obsługa pędzli darmowego programu malarskiego myPaint, oraz integracja z cyfrową ciemnią Darktable. Zostaną wprowadzone liczne poprawki dla użytkowników tabletów graficznych. Planowana jest optymalizacja kodu i usprawnienie wyglądu. Większość z zapowiadanych zmian jest dostępna w wersji rozwojowej 2.9.5.
Edycja pod systemy Windows wersji 2.10 wymaga systemu Microsoft Windows 7 lub nowszego (32 i 64 bity).

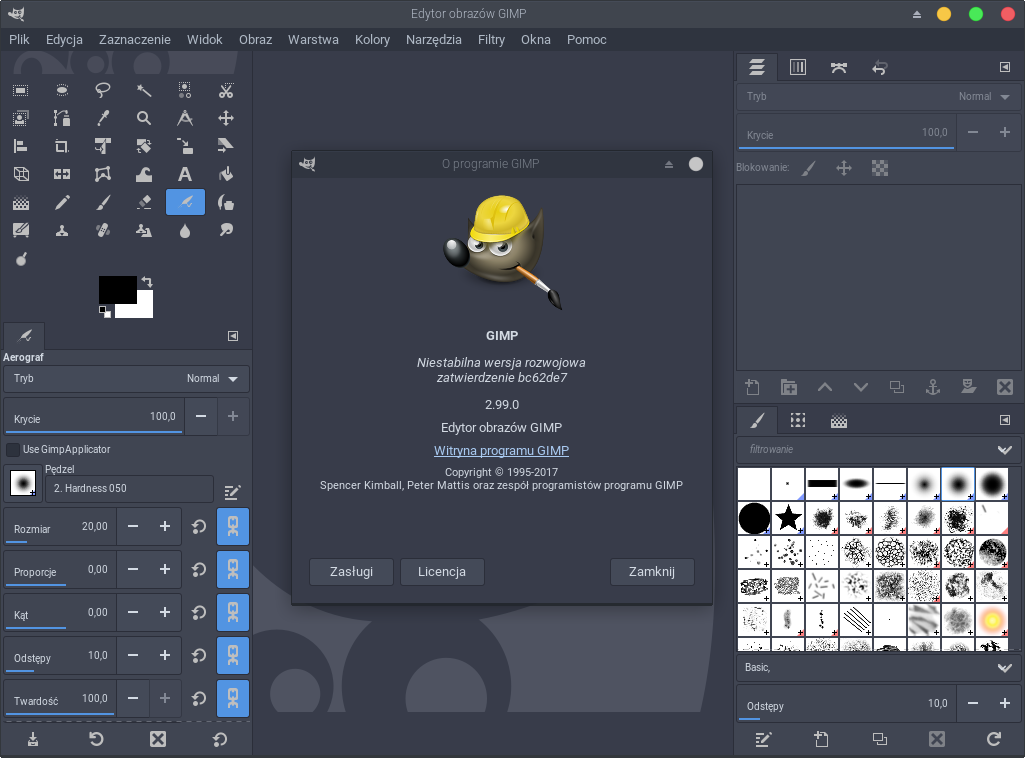
Rozwojowa wersja GIMPa oparta na bibliotece GTK+3

### GIMP 3.0
Głównym założeniem dla trzeciego głównego wydania programu było całkowite przeniesienie interfejsu do biblioteki GTK3. 

### Następne wydania
GIMP 3.2 prawdopodobnie wprowadzi nowe efekty i usprawnienia dotyczące warstw.
Inne planowane na przyszłość funkcje to m.in.:
- zapisywanie historii edycji w pliku XCF
- obsługa przestrzeni barw CMYK
- usprawniona edycja tekstu
- narzędzie kształtów[18].